# Apollon de Cyrène
Pour les articles homonymes, voir Apollon (homonymie).
 (juillet 2018).
Si vous disposez d'ouvrages ou d'articles de référence ou si vous connaissez des sites web de qualité traitant du thème abordé ici, merci de compléter l'article en donnant les références utiles à sa vérifiabilité et en les liant à la section « Notes et références ».
L'Apollon de Cyrène est une sculpture grecque de grande taille représentant le dieu Apollon, conservée au British Museum à Londres.

## Découverte
Cette énorme sculpture de 2,29 mètres de haut a été découverte au milieu du XIXe siècle au sein du Temple d'Apollon à Cyrène, en Libye. Elle a été excavée par les explorateurs et archéologues britanniques, le capitaine Robert Murdoch Smith et le commandant Edwin A. Porcher. La statue a été retrouvée brisée en 121 morceaux, près du grand socle où elle se trouvait. Les fragments ont ensuite été rassemblés au sein du British Museum, afin de créer une statue relativement intacte, avec seulement le bras droit et la main gauche manquants.

## Description
La statue est faite en marbre de haute qualité et probablement peinte à l'origine. Le dieu est représenté presque nu, vêtu d'un seul manteau tombant enroulé autour de ses hanches. En tant que dieu de la Musique, il est montré en train de jouer de la cithare, son instrument fétiche, avec un serpent enroulé en-dessous. La statue est un curieux mélange de caractéristiques masculines et féminines, qui témoignent de son origine hellénistique.

## Temple d'Apollon

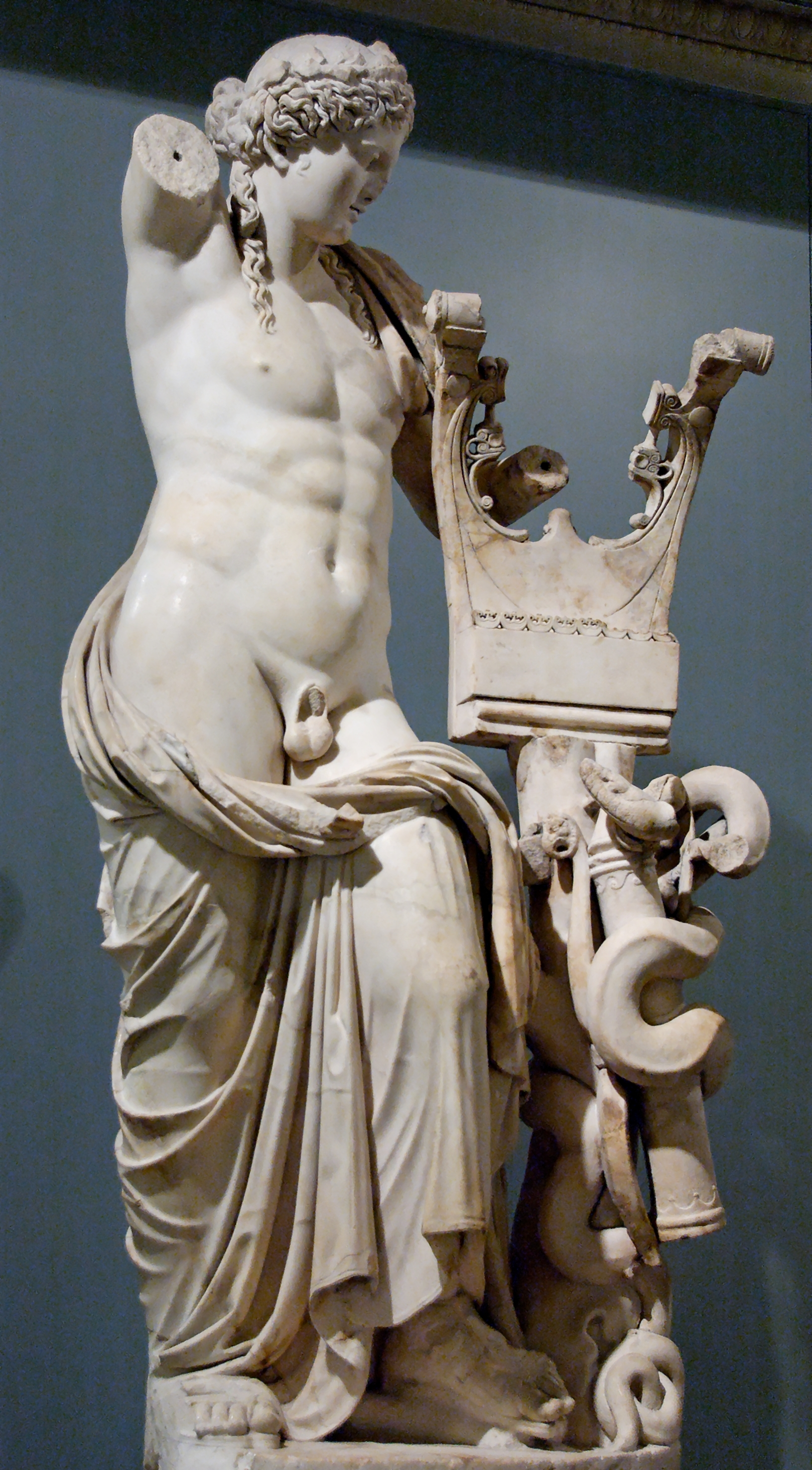
Autre vue

La statue fut probablement la principale idole du Temple d'Apollon à Cyrène. La divinité aurait agi comme point central pour le culte et les activités rituelles.